# Lista delle banche centrali
Questa è la lista delle banche centrali di tutti i Paesi.
Questa lista è suscettibile di variazioni e potrebbe essere incompleta o non aggiornata.

## Paesi riconosciuti

### A
| Stato o territorio | Banca centrale                        | Nome ufficiale                          | Fondazione | Sito ufficiale       |
| ------------------ | ------------------------------------- | --------------------------------------- | ---------- | -------------------- |
| Afghanistan        | Banca centrale dell'Afghanistan       | Da Afghanistan Bank                     | 1939       | centralbank.gov.af   |
| Albania            | Banca Nazionale dell'Albania          | Banka e Shqipërisë                      | 1925       | bankofalbania.org    |
| Algeria            | Banca d'Algeria                       | بنك الجزائر                             | 1962       | bank-of-algeria.dz   |
| Andorra            | -                                     | -                                       | -          | -                    |
| Angola             | Banca nazionale dell'Angola           | Banco Nacional de Angola                | 1976       | bna.ao               |
| Anguilla           | Banca centrale dei Caraibi orientali  | Eastern Caribbean Central Bank          | 1983       | eccb-centralbank.org |
| Antigua e Barbuda  | Banca centrale dei Caraibi orientali  | Eastern Caribbean Central Bank          | 1983       | eccb-centralbank.org |
| Arabia Saudita     | Agenzia monetaria dell'Arabia Saudita | مؤسسة النقد العربي السعودي              | 1952       | sama.gov.sa          |
| Argentina          | Banca centrale dell'Argentina         | Banco Central de la República Argentina | 1935       | bcra.gov.ar          |
| Armenia            | Banca centrale dell'Armenia           | Հայաստանի Կենտրոնական Բանկ              | 1993       | cba.am               |
| Aruba              | Banca centrale di Aruba               | Centrale Bank van Aruba                 | 1986       | cbaruba.org          |
| Australia          | Reserve Bank of Australia             | Reserve Bank of Australia               | 1960       | rba.gov.au           |
| Austria            | Banca Nazionale Austriaca             | Österreichische Nationalbank            | 1818       | oenb.at              |
| Azerbaigian        | Banca centrale dell'Azerbaigian       | Azərbaycan Mərkəzi Bankı                | 1992       | nba.az               |

### B
| Stato o territorio   | Banca centrale                                     | Nome ufficiale                                                                | Fondazione | Sito internet                                                          |
| -------------------- | -------------------------------------------------- | ----------------------------------------------------------------------------- | ---------- | ---------------------------------------------------------------------- |
| Bahamas              | Banca centrale delle Bahamas                       | Central Bank of The Bahamas                                                   | 1974       | centralbankbahamas.com                                                 |
| Bahrein              | Banca centrale del Bahrain                         | Central Bank of Bahrain                                                       | 1973       | cbb.gov.bh                                                             |
| Bangladesh           | Banca del Bangladesh                               | বাংলাদেশ ব্যাংক                                                                      | 1972       | bangladeshbank.org.bd                                                  |
| Barbados             | Banca centrale di Barbados                         | Central Bank of Barbados                                                      | 1972       | centralbank.org.bb                                                     |
| Belgio               | Banca nazionale del Belgio                         | Nationale Bank van België Banque nationale de Belgique Belgische Nationalbank | 1850       | nbb.be                                                                 |
| Belize               | Banca centrale del Belize                          | Central Bank of Belize                                                        | 1982       | centralbank.org.bz Archiviato il 10 febbraio 2014 in Internet Archive. |
| Benin                | Banca centrale degli Stati dell'Africa Occidentale | Banque Centrale des États de l'Afrique de l'Ouest                             | 1961       | bceao.int                                                              |
| Bhutan               | Royal Monetary Authority of Bhutan                 | Royal Monetary Authority of Bhutan                                            | 1992       | rma.org.bt Archiviato il 16 gennaio 2011 in Internet Archive.          |
| Bielorussia          | Banca nazionale della Bielorussia                  | Нацыянальны банк Рэспублікі Беларусі Национальный банк Республики Беларусь    | 1990       | nbrb.by                                                                |
| Bolivia              | Banca centrale della Bolivia                       | Banco Central de Bolivia                                                      | 1929       | bcb.gov.bo                                                             |
| Bosnia ed Erzegovina | Banca centrale della Bosnia e Erzegovina           | Centralna Banka Bosne i Hercegovine Централна банка Босне и Херцеговине       | 1997       | cbbh.ba                                                                |
| Botswana             | Banca del Botswana                                 | Bank of Botswana Banka ya Botswana                                            | 1975       | bankofbotswana.bw                                                      |
| Brasile              | Banca centrale del Brasile                         | Banco Central do Brasil                                                       | 1964       | bc.gov.br Archiviato il 9 novembre 2017 in Internet Archive.           |
| Brunei               | Ufficio valutario e monetario del Brunei           | Brunei Currency and Monetary Board                                            | 2004       | mof.gov.bn                                                             |
| Bulgaria             | Banca nazionale bulgara                            | Българска народна банка                                                       | 1879       | bnb.bg                                                                 |
| Burkina Faso         | Banca centrale degli Stati dell'Africa Occidentale | Banque Centrale des États de l'Afrique de l'Ouest                             | 1961       | bceao.int                                                              |
| Burundi              | Banca della Repubblica del Burundi                 | Banque de la République du Burundi                                            | 1966       | brb-bi.net Archiviato il 26 gennaio 2021 in Internet Archive.          |

### C
| Stato              | Banca centrale                                                | Nome ufficiale                                                                           | Fondazione | Sito internet                                               |
| ------------------ | ------------------------------------------------------------- | ---------------------------------------------------------------------------------------- | ---------- | ----------------------------------------------------------- |
| Cambogia           | Banca nazionale della Cambogia                                | ធនាគារជាតិ នៃ កម្ពុជា                                                                            | 1954       | nbc.org.kh Archiviato il 6 aprile 2018 in Internet Archive. |
| Camerun            | Banca degli Stati dell'Africa Centrale                        | Banque des États de l'Afrique centrale                                                   | 1972       | beac.int                                                    |
| Canada             | Banca del Canada                                              | Bank of Canada Banque du Canada                                                          | 1935       | bankofcanada.ca                                             |
| Capo Verde         | Banca di Capo Verde                                           | Banco de Cabo Verde                                                                      | 1976       | bcv.cv                                                      |
| Isole Cayman       | Autorità monetaria delle Isole Cayman                         | Cayman Islands Monetary Authority                                                        | 1997       | cimoney.com.ky                                              |
| Rep. Centrafricana | Banca degli Stati dell'Africa Centrale                        | Banque des États de l'Afrique centrale                                                   | 1972       | beac.int                                                    |
| Ciad               | Banca degli Stati dell'Africa Centrale                        | Banque des États de l'Afrique centrale                                                   | 1972       | beac.int                                                    |
| Cile               | Banca centrale del Cile                                       | Banco Central de Chile                                                                   | 1925       | bcentral.cl                                                 |
| Cina               | Banca Popolare Cinese                                         | People's Bank of China 中国人民银行 中國人民銀行                                         | 1948       | pbc.gov.cn                                                  |
| Hong Kong (RAS)    | Autorità monetaria di Hong Kong                               | Hong Kong Monetary Authority 香港金融管理局                                              | 1993       | info.gov.hk/hkma                                            |
| Macao (RAS)        | Autorità monetaria di Macao                                   | Monetary Authority of Macao Autoridade Monetária de Macau 澳門金融管理局                 | 1999       | amcm.gov.mo                                                 |
| Cipro              | Banca centrale di Cipro                                       | Kεντρική Τράπεζα της Κύπρου Kıbrıs Merkez Bankasi Central Bank of Cyprus                 | 1963       | centralbank.gov.cy                                          |
| Colombia           | Banca centrale della Repubblica di Colombia                   | Banco de la República                                                                    | 1923       | banrep.gov.co                                               |
| Comore             | Banca centrale delle Comore                                   | Banque Centrale des Comores Central Bank of the Comoros                                  | 1981       | banque-comores.km                                           |
| Rep. del Congo     | Banca degli Stati dell'Africa Centrale                        | Banque des États de l'Afrique centrale                                                   | 1972       | beac.int                                                    |
| RD del Congo       | Banca centrale del Congo                                      | Banque Centrale du Congo                                                                 | 1997       | bcc.cd Archiviato il 16 gennaio 2011 in Internet Archive.   |
| Corea del Nord     | Banca centrale della Repubblica Democratica Popolare di Corea | 朝鮮民主主義人民共和國中央銀行 Central Bank of the Democratic People's Republic of Korea | 1947       |                                                             |
| Corea del Sud      | Banca di Corea                                                | 韓國銀行 Hanguk Eunhaeng                                                                 | 1950       | bok.or.kr                                                   |
| Costa d'Avorio     | Banca centrale degli Stati dell'Africa Occidentale            | Banque Centrale des États de l'Afrique de l'Ouest                                        | 1961       | bceao.int                                                   |
| Costa Rica         | Banca centrale della Costa Rica                               | Banco Central de Costa Rica                                                              | 1950       | bccr.fi.cr                                                  |
| Croazia            | Banca nazionale croata                                        | Hrvatska narodna banka                                                                   | 1990       | hnb.hr                                                      |
| Cuba               | Banca centrale di Cuba                                        | Banco Central de Cuba                                                                    | 1997       | bc.gov.cu                                                   |
| Curaçao            | Banca centrale di Curaçao e Sint Maarten                      | Banko Central di Kòrsou i Sint Maarten Centrale Bank van Curaçao en Sint Maarten         | 2010       | centralbank.cw                                              |
| Rep. Ceca          | Banca nazionale della Repubblica Ceca                         | Česká národní banka                                                                      | 1993       | cnb.cz                                                      |

### D
| Stato     | Banca centrale                       | Nome ufficiale                 | Fondazione | Sito internet        |
| --------- | ------------------------------------ | ------------------------------ | ---------- | -------------------- |
| Danimarca | Banca nazionale danese               | Nationalbanken                 | 1818       | nationalbanken.dk    |
| Dominica  | Banca centrale dei Caraibi orientali | Eastern Caribbean Central Bank | 1983       | eccb-centralbank.org |

### E
| Stato               | Banca centrale                           | Nome ufficiale                        | Fondazione | Sito internet  |
| ------------------- | ---------------------------------------- | ------------------------------------- | ---------- | -------------- |
| Egitto              | Banca centrale d'Egitto                  | البنك المركزي المصري                  | 1961       | cbe.org.eg     |
| Emirati Arabi Uniti | Banca centrale degli Emirati Arabi Uniti | مصرف الإمارات العربية المتحدة المركزي | 1980       | centralbank.ae |
| Estonia             | Banca d'Estonia                          | Eesti Pank                            | 1919       | eestipank.ee   |
| Etiopia             | Banca nazionale d'Etiopia                | የኢትዮጵያ ብሔራዊ ባንክ                       | 1906       | nbe.gov.et     |

### F
| Stato     | Banca centrale     | Nome ufficiale              | Fondazione | Sito internet    |
| --------- | ------------------ | --------------------------- | ---------- | ---------------- |
| Finlandia | Banca di Finlandia | Suomen Pankki Finlands Bank | 1812       | suomenpankki.fi  |
| Francia   | Banca di Francia   | Banque de France            | 1800       | banque-france.fr |

### G
| Stato              | Banca centrale                                     | Nome ufficiale                                     | Fondazione | Sito internet        |
| ------------------ | -------------------------------------------------- | -------------------------------------------------- | ---------- | -------------------- |
| Gabon              | Banca degli Stati dell'Africa Centrale             | Banque des États de l'Afrique centrale             | 1972       | beac.int             |
| Germania           | Banca federale tedesca                             | Deutsche Bundesbank                                | 1957       | bundesbank.de        |
| Giappone           | Banca del Giappone                                 | 日本銀行                                           | 1882       | boj.or.jp            |
| Gibuti             | Banca centrale di Gibuti                           | البنك المركزي الجيبوتي Banque Centrale de Djibouti | 1979       | banque-centrale.dj   |
| Grecia             | Banca di Grecia                                    | Τράπεζα της Ελλάδος                                | 1927       | bankofgreece.gr      |
| Grenada            | Banca centrale dei Caraibi orientali               | Eastern Caribbean Central Bank                     | 1983       | eccb-centralbank.org |
| Guinea-Bissau      | Banca centrale degli Stati dell'Africa Occidentale | Banque Centrale des États de l'Afrique de l'Ouest  | 1961       | bceao.int            |
| Guinea Equatoriale | Banca degli Stati dell'Africa Centrale             | Banque des États de l'Afrique centrale             | 1972       | beac.int             |

### I
| Stato     | Banca centrale        | Nome ufficiale | Fondazione | Sito internet     |
| --------- | --------------------- | -------------- | ---------- | ----------------- |
| India     | Reserve Bank of India | भारतीय रिज़र्व बैंक   | 1935       | rbi.org.in        |
| Indonesia | Bank Indonesia        |                | 1953       | bi.go.id          |
| Israele   | Banca d'Israele       | בנק ישראל      | 1954       | bankisrael.gov.il |
| Italia    | Banca d'Italia        | Banca d’Italia | 1893       | bancaditalia.it   |

### K
| Stato      | Banca centrale                 | Nome ufficiale                           | Fondazione | Sito internet     |
| ---------- | ------------------------------ | ---------------------------------------- | ---------- | ----------------- |
| Kazakistan | Banca nazionale del Kazakistan | Қазақстан Ұлттық Банкі                   | 1993       | nationalbank.kz   |
| Kenya      | Banca centrale del Kenya       | Central Bank of Kenya Benki Kuu ya Kenya | 1966       | centralbank.go.ke |

### L
| Stato       | Banca centrale                 | Nome ufficiale                | Fondazione | Sito internet      |
| ----------- | ------------------------------ | ----------------------------- | ---------- | ------------------ |
| Lesotho     | Banca centrale del Lesotho     | Banka e Kholo ea Lesotho      | 1978       | centralbank.org.ls |
| Lettonia    | Banca di Lettonia              | Latvijas Banka                | 1922       | bank.lv            |
| Libano      | Banca del Libano               |                               |            |                    |
| Lituania    | Banca di Lituania              | Lietuvos Bankas               | 1922       | lb.lt              |
| Lussemburgo | Banca centrale del Lussemburgo | Banque centrale du Luxembourg | 1998       | bcl.lu/            |

### M
| Stato      | Banca centrale                                     | Nome ufficiale                                    | Fondazione | Sito internet                                                   |
| ---------- | -------------------------------------------------- | ------------------------------------------------- | ---------- | --------------------------------------------------------------- |
| Malawi     | Banca centrale del Malawi                          | Reserve Bank of Malawi                            | 1964       | rbm.mW                                                          |
| Mali       | Banca centrale degli Stati dell'Africa Occidentale | Banque Centrale des États de l'Afrique de l'Ouest | 1961       | bceao.int                                                       |
| Malta      | Banca centrale di Malta                            | Bank Ċentrali ta' Malta                           | 1968       | centralbankmalta.org                                            |
| Marocco    | Banca del Marocco                                  | Bank Al-Maghrib                                   | 1959       | bkam.ma                                                         |
| Mauritania | Banca centrale della Mauritania                    | Banque centrale de Mauritanie                     | 1973       | bcm.mr Archiviato il 6 dicembre 2006 in Internet Archive.       |
| Messico    | Banca del Messico                                  | Banco de México                                   | 1925       | banxico.org.mx                                                  |
| Mongolia   | Banca centrale della Mongolia                      | Монгол Улсын Төв банк, Монголбанк                 | 1991       | mongolbank.mn Archiviato il 28 aprile 2021 in Internet Archive. |
| Montserrat | Banca centrale dei Caraibi orientali               | Eastern Caribbean Central Bank                    | 1983       | eccb-centralbank.org                                            |

### N
| Stato         | Banca centrale                                     | Nome ufficiale                                    | Fondazione | Sito internet                                                 |
| ------------- | -------------------------------------------------- | ------------------------------------------------- | ---------- | ------------------------------------------------------------- |
| Namibia       | Banca della Namibia                                | Bank of Namibia                                   | 1990       | www.bon.com.na                                                |
| Niger         | Banca centrale degli Stati dell'Africa Occidentale | Banque Centrale des États de l'Afrique de l'Ouest | 1961       | bceao.int                                                     |
| Nigeria       | Banca centrale della Nigeria                       | Central Bank of Nigeria                           | 1959       | cbn.gov.ng                                                    |
| Norvegia      | Banca centrale della Norvegia                      | Norges Bank                                       | 1816       | norges-bank.no                                                |
| Nuova Zelanda | Banca centrale della Nuova Zelanda                 | Reserve Bank of New Zealand                       | 1934       | rbnz.govt.nz Archiviato il 17 marzo 2018 in Internet Archive. |

### P
| Stato       | Banca centrale          | Nome ufficiale       | Fondazione | Sito internet |
| ----------- | ----------------------- | -------------------- | ---------- | ------------- |
| Paesi Bassi | Banca dei Paesi Bassi   | De Nederlansche Bank | 1814       | dnb.nl        |
| Polonia     | Banca nazionale polacca | Narodowy Bank Polski | 1945       | nbp.pl        |
| Portogallo  | Banca del Portogallo    | Banco de Portugal    | 1846       | bportugal.pt  |

### R
| Stato       | Banca centrale                         | Nome ufficiale                                    | Fondazione | Sito internet                                            |
| ----------- | -------------------------------------- | ------------------------------------------------- | ---------- | -------------------------------------------------------- |
| Regno Unito | Banca d'Inghilterra                    | Bank of England                                   | 1694       | bankofengland.co.uk                                      |
| Romania     | Banca nazionale della Romania          | Banca Nationala a Romaniei                        | 1880       | bnr.ro Archiviato il 14 maggio 2011 in Internet Archive. |
| Ruanda      | Banca nazionale di Ruanda              | Banki Nkuru y'u Rwanda Banque Nationale du Rwanda | 1964       | bnr.rw                                                   |
| Russia      | Banca centrale della Federazione Russa | Центральный банк Российской Федерации             | 1990       | cbr.ru                                                   |

### S
| Stato                     | Banca centrale                                     | Nome ufficiale                                                                   | Fondazione | Sito internet        |
| ------------------------- | -------------------------------------------------- | -------------------------------------------------------------------------------- | ---------- | -------------------- |
| Saint Kitts e Nevis       | Banca centrale dei Caraibi orientali               | Eastern Caribbean Central Bank                                                   | 1983       | eccb-centralbank.org |
| Saint Vincent e Grenadine | Banca centrale dei Caraibi orientali               | Eastern Caribbean Central Bank                                                   | 1983       | eccb-centralbank.org |
| San Marino                | Banca centrale della Repubblica di San Marino      | Banca centrale della Repubblica di San Marino                                    | 2005       | bcsm.sm              |
| Saint Lucia               | Banca centrale dei Caraibi orientali               | Eastern Caribbean Central Bank                                                   | 1983       | eccb-centralbank.org |
| Senegal                   | Banca centrale degli Stati dell'Africa Occidentale | Banque Centrale des États de l'Afrique de l'Ouest                                | 1961       | bceao.int            |
| Serbia                    | Banca nazionale di Serbia                          | Народна банка Србије Narodna banka Srbije                                        | 1884       | nbs.rs               |
| Siria                     | Banca centrale della Siria                         | مصرف سورية المركزي Maṣrif Sūriya al-Markazī                                      | 1953       | cb.gov.sy            |
| Singapore                 | Autorità monetaria di Singapore                    | Monetary Authority of Singapore 新加坡金融管理局 Penguasa Kewangan Singapura     | 1971       | mas.gov.sg           |
| Sint Maarten              | Banca centrale di Curaçao e Sint Maarten           | Banko Central di Kòrsou i Sint Maarten Centrale Bank van Curaçao en Sint Maarten | 2010       | centralbank.cw       |
| Slovacchia                | Banca nazionale di Slovacchia                      | Národná banka Slovenska                                                          | 1993       | nbs.sk               |
| Slovenia                  | Banca di Slovenia                                  | Banka Slovenije                                                                  | 1991       | bsi.si               |
| Somalia                   | Banca centrale della Somalia                       | Bankiga Dhexe ee Soomaaliya                                                      | 1960       | centralbank.gov.so   |
| Spagna                    | Banca di Spagna                                    | Banco de España                                                                  | 1782       | bde.es               |
| Stati Uniti               | Federal Reserve                                    | Federal Reserve System                                                           | 1913       | federalreserve.gov   |
| Sudafrica                 | Banca centrale sudafricana                         | South African Reserve Bank                                                       | 1921       | resbank.co.za        |
| Suriname                  | Banca centrale del Suriname                        | Centrale Bank van Suriname                                                       | 1957       | cbvs.sr              |
| Svezia                    | Banca di Svezia                                    | Sveriges Riksbank                                                                | 1668       | riksbank.se          |
| Svizzera                  | Banca nazionale svizzera                           | Schweizerische Nationalbank Banque nationale suisse Banca Naziunala Svizra       | 1905       | snb.ch               |

### T
| Stato             | Banca centrale                                     | Nome ufficiale                                    | Fondazione | Sito internet       |
| ----------------- | -------------------------------------------------- | ------------------------------------------------- | ---------- | ------------------- |
| Thailandia        | Banca di Thailandia                                | ธนาคารแห่งประเทศไทย                                | 1942       | bot.or.th           |
| Togo              | Banca centrale degli Stati dell'Africa Occidentale | Banque Centrale des États de l'Afrique de l'Ouest | 1961       | bceao.int           |
| Trinidad e Tobago | Banca centrale di Trinidad e Tobago                | Central Bank of Trinidad and Tobago               | 1964       | central-bank.org.tt |
| Tunisia           | Banca centrale di Tunisia                          |                                                   | 1958       | bct.gov.tn          |
| Turchia           | Banca centrale della Repubblica di Turchia         | Türkiye Cumhuriyet Merkez Bankası                 | 1931       | tcmb.gov.tr         |
| Turks e Caicos    | Federal Reserve                                    | Federal Reserve System                            | 1913       | federalreserve.gov  |

### U
| Stato          | Banca centrale                                  | Nome ufficiale | Fondazione | Sito internet                                                  |
| -------------- | ----------------------------------------------- | --- | ---------- | -------------------------------------------------------------- |
| Ucraina        | Banca Nazionale dell'Ucraina                    | Національний банк України | 1991       | bank.gov.ua                                                    |
| Uganda         | Banca dell'Uganda                               | Bank of Uganda | 1961       | bou.or.ug                                                      |
| Unione europea | Banca Centrale Europea                          | (IT) Banca centrale europea (EL) Ευρωπαϊκή Κεντρική Τράπεζα (EN) European Central Bank (ES) Banco Central Europeo (FR) Banque centrale européenne (DE) Europäische Zentralbank (NL) Europese Centrale Bank (PT) Banco Central Europeu | 1998       | ecb.europa.eu                                                  |
| Ungheria       | Banca nazionale ungherese                       | Magyar Nemzeti Bank | 1924       | mnb.hu                                                         |
| Uruguay        | Banca centrale dell'Uruguay                     | Banco Central del Uruguay | 1967       | bcu.gub.uy Archiviato il 6 settembre 2013 in Internet Archive. |
| Uzbekistan     | Banca centrale della Repubblica dell'Uzbekistan | O'zbekiston Respublikasi Markaziy Banki Ўзбекистон Республикаси Марказий Банки | 1991       | cbu.uz                                                         |

### V
| Stato     | Banca centrale               | Nome ufficiale             | Fondazione | Sito internet |
| --------- | ---------------------------- | -------------------------- | ---------- | ------------- |
| Venezuela | Banca centrale del Venezuela | Banco Central de Venezuela | 1939       | bcv.org.ve    |

### W
| Stato           | Banca centrale                  | Fondazione | Sito internet |
| --------------- | ------------------------------- | ---------- | ------------- |
| Wallis e Futuna | Institut d'émission d'Outre-Mer | 1966       | ieom.fr       |

### Z
| Stato    | Banca centrale                | Nome ufficiale           | Fondazione | Sito internet                                            |
| -------- | ----------------------------- | ------------------------ | ---------- | -------------------------------------------------------- |
| Zambia   | Banca dello Zambia            | Bank of Zambia           | 1964       | boz.zm Archiviato il 21 giugno 2010 in Internet Archive. |
| Zimbabwe | Banca centrale dello Zimbabwe | Reserve Bank of Zimbabwe | 1956       | rbz.co.zw                                                |

## Paesi non riconosciuti
| Stato                   | Banca centrale                             | Nome ufficiale                       | Fondazione | Sito internet                                                    |
| ----------------------- | ------------------------------------------ | ------------------------------------ | ---------- | ---------------------------------------------------------------- |
| Abcasia                 | Banca nazionale della Repubblica d'Abcasia | Аҧсны Аҳәынҭқарра Амилаҭтә Банк      | 1991       | nb-ra.org                                                        |
| Repubblica dell'Artsakh | Banca della Repubblica dell'Artsakh        | Արցախբանկ                            | 1996       | artsakhbank.am Archiviato il 10 agosto 2020 in Internet Archive. |
| Transnistria            | Banca Repubblicana Transnistriana          | Приднестровский Республиканский Банк | 1992       | cbpmr.net                                                        |